# Per Krohg
Per Lasson Krohg (18 de junio de 1889 – 3 de marzo de 1965) fue un artista y profesor noruego. Se le conoce por haber creado el mural de la cámara del Consejo de Seguridad de Naciones Unidas, ubicado en la sede de Naciones Unidas en Nueva York.

## Biografía
Per Krohg nació en Åsgårdstrand (Noruega), hijo de los pintores Christian Krohg y Oda Krohg. La familia vivió en París, donde Per mostró un temprano talento artístico que le permitió estudiar con su padre de 1903 a 1907 y más tarde con Henri Matisse de 1909 a 1910 en la Académie Matisse. En sus primeros años trabajó como ilustrador de prensa y también como profesor de tango en París. En esa época también fue instructor de la futura arquitecta Maja Melandsø.
Como artista, Krohg cubrió un amplio campo, de dibujos en papel, ilustraciones y carteles a diseño de decorados, escultura y pintura monumental. Tras regresar a Noruega en 1930, fue profesor de la facultad de Arte y Diseño de Oslo.
Durante la Segunda Guerra Mundial realizó trabajos forzados en el campo de prisioneros de Veidal. En 1946 lo nombraron profesor de la Academia Nacional de Arte, donde ejerció como director de 1955 a 1958. Por sus clases pasaron artistas como Frithjof Tidemand-Johannessen y Tulla Blomberg Ranslet.

Krohg creó el mural de la cámara del Consejo de Seguridad de Naciones Unidas, ubicada en la sede de Naciones Unidas en Nueva York. También decoró otros muchos edificios públicos con grandes frescos, como la facultad de Física y Química de la Universidad de Oslo y el ayuntamiento de Oslo.En 1950 recibió la Medalla Real de Oro al Mérito, y en 1955 entró a formar parte de la Orden de San Olaf. Desde 1936 era miembro de la Real Academia Sueca de las Artes de Estocolmo, y en 1948 le concedieron la Medalla del Príncipe Eugenio.

## Vida personal
Krohg se casó en dos ocasiones. En 1915 se casó con la artista Cécile Marie ("Lucy") Vidil (1891–1977). De este matrimonio nació el artista Guy Krohg (1917–2002) antes de que la unión se disolviera en 1934. En 1934 se casó de nuevo con Ragnhild Helene Andersen (1908–1972).

## Otras fuentes
- Nergaard, Trygve Bilder av Per Krohg (Aschehoug. 2000) ISBN 82-03-22447-4

- Hölaas, O. Per Krohg. A retrospective loan exhibition of oil paintings (Nueva York: Galerie St. Etienne, 1954)

- Langaard, Johan Per Krohg (Glendendal Norsk Forlat. 1931)